# ویسوکا پتس (ناحیه خوموتوف)
ویسوکا پتس (ناحیه خوموتوف) (به چکی: Vysoká Pec) یک منطقهٔ مسکونی در جمهوری چک است که در ناحیه خوموتوو واقع شده‌است. ویسوکا پتس ۱۹٫۵۶ کیلومتر مربع مساحت و ۸۵۸ نفر جمعیت دارد و ۲۹۵ متر بالاتر از سطح دریا واقع شده‌است.